# Svartsoppa
A svartsoppa, azaz „fekete leves” Svédország déli részén, Skåne tartományban fogyasztott, disznó- vagy libavért tartalmazó leves. Gyakran fogyasztják a Mårten gåskor, november 10-én feltálalt libasült előtt. Főleg szószként használják.

## Hozzávalók
- 40 cl libavér
- 5 cl ecet
- 2 tk. liszt
- 1,8 l folyékony zsír
- 1 tk. kakukkfű, fekete bors, szegfűszeg, szegfűbors, gyömbér és fahéj
- 5 cl feketeribizli lekvár
- 2 ek. barna cukor
- 10 cl vörösbor
- 3-4 tk. sherry
- 2 tk. cognac

## Elkészítése
Keverjük össze a vért, az ecetet és a lisztet. A zsírt melegítsük fel az összes fűszerrel és a lekvárral, 15 percig. Lassan adjuk hozzá a véres keveréket, és erősen keverjük meg, majd főzzük tovább, amíg sűrűbb állagot nem kap. Vegyük le a tűzhelyről. Adjuk hozzá a cukrot, a bort, a sherryt és a konyakot, ízlés szerint.
Felszolgálhatjuk főtt húsokhoz vagy gyümölcsökhöz (pl. szilva, barack, alma), szószként.